# Veijonjärvi
Veijonjärvi är en sjö i kommunen Jyväskylä i landskapet Mellersta Finland i Finland. Arean är 49 hektar och strandlinjen är 4,81 kilometer lång. Sjön  ingår i Kymmene älvs huvudavrinningsområde.   Den ligger omkring 31 kilometer söder om Jyväskylä och omkring 200 kilometer norr om Helsingfors. 